# بخش پلوسور
بخش پلوسور یکی از بخشهای کانتون گروبوندان  در کشور سوئیس است.